# Séisme de juillet 2006 à Java
Le séisme de juillet 2006 à Java est un séisme de subduction de magnitude 7,7 qui s'est produit le 17 juillet 2006 et a provoqué un tsunami touchant l'île de Java, à 08h19 UTC (15h19, heure locale).
Le tremblement de terre a engendré une vague de trois mètres de haut qui a détruit des maisons de la côte sud de l'île, emportant au passage la vie de 341 personnes.
L'U.S. Geological Survey définit l'épicentre du séisme aux coordonnées 9,22°S 107,32°E, sa profondeur étant estimée à 34 km de la surface de l'océan .
Géographiquement, celui-ci fut situé à 230 km au nord-est de l'île Christmas (Australie), à 230 km au sud-ouest de Tasikmalaya et à 350 km au sud de Jakarta, la capitale de l'Indonésie.
Le tsunami a complètement détruit les villages de Cipatujah et Pangandaran sur la côte sud de Bandung. Il y aurait également beaucoup de dégâts sur la côte ouest, sur les sites hôteliers de Pangandaran.
Après le séisme, l'Agence Météorologique d'Indonésie précise qu'« un tsunami localisé aurait pu affecter les cotes situées à moins de 100 kilomètres de l'épicentre du séisme », niant toutefois la possibilité de voir surgir un tsunami à grande échelle, comme celui qui a frappé la région le 26 décembre 2004. Malgré cela, l'Inde a publié un avertissement pour l'archipel des îles Andaman, qui est située dans le golfe du Bengale et qui a souffert du tsunami du 26 décembre 2004.
Un avertissement a été également publié pour l'île Christmas (Australie). Toutefois, les rapports de police de l'île indiquaient qu'aucun dommage n'avait été causé. Un seul tsunami de 60 centimètres a été enregistré au Bureau de la Météorologie de l'île.
Un avertissement avait été également publié pour la région de Kimberley en Australie.
Un habitant de Pangalengan a affirmé que la vague était arrivée à une vitesse de 40 km/h. Selon lui, la vague aurait fait "au moins 5 mètres de haut".
 (janvier 2011).
Selon le porte-parole du Ministère de la Santé indonésien, près de 450 personnes auraient été blessées et 52 700 habitants auraient perdu leur foyer. 140 personnes sont portées disparues.